# Borough of Oswestry
Oswestry war ein District mit dem Status eines Borough in der Grafschaft Shropshire in England. Verwaltungssitz war die gleichnamige Stadt Oswestry. Beinahe die Hälfte der Bevölkerung lebte bezogen auf das Borough in der Stadt Oswestry. Das Borough umfasste auch die Orte Trefonen und Ruyton-XI-Towns.
Der District wurde am 1. April 1974 gebildet und entstand aus dem ehemaligen Rural District Oswestry. Er wurde im Zuge einer Gebietsreform am 1. April 2009 aufgelöst und ging in der neuen Unitary Authority Shropshire auf.
Koordinaten: 52° 51′ N, 3° 3′ W